# Antoni Taulé
Antoni Taulé est un artiste catalan né le 25 août 1945 à Sabadell dans la province de Barcelone. Bien qu’il réalise des photographies – voire des performances dans ses œuvres de jeunesse – ou encore des décors de théâtre, la peinture est la technique la plus souvent retenue dans sa recherche picturale où l’architecture a une belle part mais dont l’« ombre » est le réel fil conducteur. Son travail est à rapprocher de la Nouvelle figuration sans que Taulé ne le revendique pleinement. Il vit et travaille principalement à Paris ainsi qu’à Formentera (Îles Baléares) bien qu’ayant résidé de nombreuses années en Suisse. Il a été marié à Lætitia Ney d’Elchingen (1940-2005), descendante du maréchal Ney, et petite-nièce et héritière de l’écrivain surréaliste Raymond Roussel.

## Biographie
Après un début de scolarité en milieu catholique privé (Valldemia de Mataró), Taulé obtient un diplôme d’architecture à Barcelone tout en fréquentant le monde des artistes-peintres dont son village natal regorge (son père, industriel du cardage de la laine, en est l’exemple même). Si, dès 1965, il expose ses peintures à Sabadell, Sitges et Barcelone, en qualité d’architecte, Taulé collabore simultanément à la construction de l’Université autonome de Barcelone. En 1970, il s’établit même à Formentera pour réaliser la construction d’un imposant complexe hôtelier. C’est dans cette île des Baléares qu’il rencontre Lætitia Ney d’Elchingen qui deviendra sa femme ; ils auront deux enfants, Djamilla et Tigrane. En 1972, Taulé décide de parfaire ses connaissances picturales en suivant un cursus à la Royal Academy of Arts et au Chelsea College of Art and Design de Londres. Nous sommes en 1975 lorsque les choses prennent une réelle nouvelle tournure : Taulé décide de se consacrer essentiellement à la peinture et à la photographie – bien que cette dernière discipline ne sera révélée au public qu’en 2006 à la Maison de la Catalogne à Paris. En cette année 1975, Taulé s’installe à Paris et commence une carrière artistique internationale.

## Œuvre
Dans Taulé-filiacions (ouvrage bilingue catalan-français), Joaquim Sala-Sanahuja résume  ainsi le travail de Taulé : « Dans son œuvre picturale, nous pouvons distinguer plusieurs étapes ayant un point commun : la représentation de grands espaces naturels ou architecturaux, transformés par la présence – ou l’absence – inquiétante d’un personnage ou d’un objet. » Ces « espaces naturels ou architecturaux » sont la préoccupation immédiate et obsessionnelle de l’architecte qui fut, doublé de celle d’un metteur en scène… de l’ombre. Cette antienne débute de manière évidente avec les travaux sur papier et photographies de la série « Ombre » de 1974 et ira jusqu’au point extrême de la série « Lumière de terre » (1984-1988) où l’artiste peindra, depuis les entrailles de la terre, les grottes de Formentera. Les liens avec le Japon ne feront qu’approfondir cette recherche sur l’ombre, consolidée par la traduction et donc la lecture possible de l’Éloge de l’ombre de Tanizaki Junichiro par René Sieffert (1977), ouvrant ainsi une part de la culture japonaise aux Français. Alain Jouffroy, alors conseiller culturel auprès de l’ambassade de France à Tokyo, invite Taulé à exposer au pays du Soleil-Levant (Tokyo, Nagoya, Osaka, Kitakyushu, Fukuoka).
Observer de près l’ombre – et la lumière – donne naissance à la notion de seuil et incite Taulé à se rapprocher de la scénographie. C’est au côté de Ariel Garcia-Valdès que Taulé interviendra une première fois pour la mise en scène de Les Trois sœurs (1985). Suivront ensuite une fructueuse collaboration avec le théâtre ou l’opéra : avec Rudolf Noureev alors directeur du Ballet de l’Opéra de Paris (Washington Square), Sergi Belbel (El Criptogramma), Pere Planella  (El Maniquí), Rosa Nowell (Les Femmes savantes), Jean-Claude Auvray (en) (Dialogue des carmélites), Simone Benmussa (Pour un oui ou pour un non, Enfance), Hermann Bonnín (Savannah Bay)…
En 1995, la maison familiale des Taulé, qui se retrouve dans de nombreuses toiles, notamment dans la série « Fragment Thalia », devient le siège de l’Alliance française de Sabadell. Comme pour statuer sur cette fin, une série sur fond gris anthracite où se retrouvent les esquisses de la Casa Taulé ouvre sur des paysages, invitant le personnage à les explorer, à sortir « dehors ».
2002, naissance d’une architecture utopique qui meuble le paysage désert où « […] le trait et la surface, le net et le flou, le lisse et la moire […] s’affrontent. ».
Les travaux récents font référence simultanément à la littérature et à la peinture, telle La Perspective pense (2010, voir le site du peintre) où Picasso côtoie Kafka (atmosphère de Le Château), se heurtant tous deux aux paradigmes de notre vie contemporaine… comme un retour aux « Intérieurs » et aux personnages, un point de vue particulier sur l’habitat.
Antoni Taulé, La Perspective pense, 2010.

## Expositions personnelles
- 1966 Acadèmia de belles-arts, Sabadell, Espagne.
- 1967 Palau Maricel, Sitges, Espagne.
- 1973 Sala Gaudi, Barcelone.
- 1975 Galerie Mathias Fels, Paris.
- 1976 Galeria Maeght, Barcelone.
- 1977 Galerie Beaubourg, Vence.
- 1979 Salo del Tinell, Barcelone.
- 1981 Galerie Jan de Maere, Bruxelles.
- 1982 Maison de la culture, Grenoble, France.
- 1983 Hastings Gallery, New York.
- 1985 Maison de la culture, Le Havre, France.
- 1985 Galerie Takagi, Nagoya.
- 1986 Musée de Kitakyu Shu, Japon.
- 1986 Musée de Fukuoka, Japon.
- 1987 Musée Goya, Castres, France.
- 1988 Sala de l’Ajutament d’Ager, Espagne.
- 1988 Galerie AB, Granollers, Espagne.
- 1989 Galerie du Centre, Paris.
- 1989 Galeria Susany, Vic, Espagne.
- 1990 Galeria Lola Cerdan, Barcelone.
- 1992 Sala Gaspar, Barcelone.
- 1993 Galerie Kiron, Paris.
- 1995 Galeria Lucien Schweitzer, Luxembourg.
- 1996 Alliance Française, Casa Taulé, Sabadell, Espagne.
- 1998 Galerie Kiron, Dallas-Fortworth, États-Unis.
- 1999 Acadèmia de belles-arts, Sabadell, Espagne.
- 2002 Galerie Ollier, Fribourg, Suisse.
- 2005 Shanghai Art Fair, Chine.
- 2006 Villa Tamaris centre d’art, La Pintura de Taulé, peintures 1966 – 2006, La Seyne-sur-mer (Toulon).
- 2008 Galerie Noordeinde, La Haye, Pays-Bas.
- 2010 Fundació Vila Casas, Can Framis, « La Magie du silence », Barcelona.
- 2011 Galerie Julio Gonzalez, Identité Altérité, Arcueil, France.
- 2012 Centre d’études Catalanes, Paris.
- 2013 Instituto Cervantes, Paris.
- 2018 Galerie Schwab-Beaubourg, « Insula Lux », peintures 2017 – 2018, Paris.
- 2018 Galerie Photo12, photographies récentes, Paris.

### Monographies
- Sous la direction de Marc de Smedt, Laboratoire de lumière, textes de Julio Cortázar, Alain Jouffroy, Georges Raillard, Catherine David, Gérald Gassiot-Talabot, Serge Sautreau, Joan Brossa, Maria Josep Balsach Peig, Jean-Philippe Domecq, Henri-Alexis Baatsch, Jean-Christophe Bailly, Serge Sautreau, Michel Fournier, Joaquim Sala-Sanahuja, Daniel Giralt Miracle et Petr Král, Paris, éditions Cesare Rancilio, septembre 1981.
- Lætitia Ney d’Elchingen, Nox de Antoni Taulé, Peintures de 1976 à 1997, Paris, éditions Kiron, juin 1998.
- Joaquim Sala Sanahuja, Taulé-filiacions, Josep Maria Taulé i Coll, Antoni Taulé i Pujol, Tigrane Tanguy Théodore Taulé Ney, catalogue de l’exposition à l’Alliance française de Sabadell, Gand, éditions imprimerie Snoeck-Ducaju & Zoon, juin 2005.
- Collectif, La Pintura de Taulé, Peintures 1966-2006, monographie et catalogue de l’exposition à la Villa Tamaris du 12 novembre au 30 décembre 2006, textes de Julio Cortázar (« Fin d’étape », 1981), Jean-Louis Pradel et Robert Bonaccorsi, La Seyne-sur-mer – France, éditions Villa Tamaris, octobre 2006.

### Catalogues d'exposition
- Alain Jouffroy, « Espace hors temps », catalogue de la galerie Mathias Fels, Paris, juin-juillet 1975.

- Joaquim Sala-Sanahuja, « Vélasquez aveugle », Alain Jouffroy, « Espace hors temps », catalogue de la galerie d’Eendt, janvier-février 1976.
- Alain Jouffroy, « La Petite valise d’Antoni Taulé (El maletí d’Antoni Taulé) », catalogue de la galerie Maeght, Barcelone, mai-juin 1976.
- Gérald Gassiot-Talabot, « Contrejour », catalogue de la galerie Fabien Boulakia, Paris, septembre 1977.

- Serge Sautreau, « L’Attente en ce laboratoire (Expectation in this laboratory) », catalogue de la galerie Beaubourg, Paris ; Cimaise, n°142, mai-juin 1979.
- Jean-Philippe Domecq, « Camera obscura », catalogue de la galerie Jan de Maere, Bruxelles, 1980.
- Michel Fournier, « Antoni Taulé, Un peintre Sous-Cutané », Nocturne, n°5, mai 1981.
- Édouard Michel, « Antoni Taulé : l’ombre et la lumière, la solitude et l’attente », Maison française, n°M5540-348, juin 1981.
- Georges Lavaudant, « Sirocco », Michel Serres, « L’Ambroisie et l’or », Pierre Gaudibert, Tableaux de bord, Grenoble - Paris, éditions Maison de la culture de Grenoble - Cesare Rancilio, 1982.
- Alain Jouffroy, « Taulé, le vertige de la grotte », catalogue de l’exposition à l’Hôtel de ville de Villeurbanne Seuil de la caverne, 9 janvier-14 février 1987.
- Gilbert Lascault, « Lumières et grottes d’Antoni Taulé », Francesc Fité i Llevot, « Antoni Taulé : peintre de l’incursion de la lumière dans les ténèbres », catalogue de l’Institut d’estudis Ilerdencs, Lleida, Espagne, juillet 1988.
- Jean-Claude Carrière, « Dialogue sur le pas de la porte (Dialogue in the Doorway) », Antoni Taulé ‘Confluence’, catalogue de la Galerie du centre, Paris, 1989.
- Serge Sautreau, « La Quatrième ligne », catalogue de la galerie Fiat & Dhoye, 13 septembre-12 octobre 1990.
- Dominique Païni, « Le peignage du monde », catalogue de la Galerie du centre, Paris, avril 1991.
- Ramon Tio Bellido, « Cromocosmos (Chromocosmos) », catalogue de l’exposition à la Sala Gaspar, Barcelone, avril-mai 1992.
- Harry Mathews, « Calibrations of Latitude (Étalonnages de latitude) », in Contribution à l’étude de la manière dont elle ne met en scène qu’elle même, Paris, catalogue de la Galerie Flora (espace Kiron), 1993.
- Isi Beller, « Intérieur », catalogue de la Galerie Kiron, Paris, mai 1995.
- Dominique Païni, « L’Empire du vide », catalogue de la Galerie Ollier, Fribourg – Suisse, janvier 2002.
- Dominique Païni, « L’Empire du vide II », catalogue de la Galerie Salvador à Paris, août 2003.
- Collectif, Antoni Taulé, La Magie du silence, catalogue de l’exposition à la Fundació Vila Casas, Barcelona, du 27 septembre 2010 au 12 février 2011.
- Collectif, Identité Altérité, catalogue de la Galerie Julio Gonzalez, Arcueil, 23 septembre-22 octobre 2011.
- Joaquim Sala-Sanahuja, Taulé et ses cercles, catalogue de l’exposition au Centre d’Études catalanes, Université Paris-Sorbonne, 4-30 octobre 2012.
- Bernard Vasseur, « Seuil de perception », Catalogue de l’exposition à la Maison Elsa Triolet-Aragon, 1er février-11 mai 2014.

### Articles de presse
- Gilles Plazy, « Antoni Taulé : l’enfance du peintre », Le Quotidien de Paris, 28-29 juin 1975.
- Bernard Lamarche-Vadel, Opus international, juin 1975.
- Gérald Gassiot-Talabot, « Antoni Taulé », Opus international, n°61-62, janvier-février 1977.
- Gérald Gassiot-Talabot, « Le Contre-jour de Taulé », XXe siècle, n°48, juin 1977.
- Serge Sautreau, « Le Trappeur des salines », Exit, novembre 1978.
- Jean-Philippe Domecq, « Le Laboratoire d’attente d’Antoni Taulé », XXe Siècle, n°50, 1978.
- France Huser, « Antoni Taulé », Le Nouvel observateur, 2 juillet 1979.
- Antoni Taulé, « Troisième laboratoire d’attente : le nationalisme universel (Third laboratory of expectation : the universal nationalism) », Cimaise, n°142, mai-juin 1979.
- Patrice Delbourg, « Antoni Taulé », Les Nouvelles littéraires, n°2815, semaine du 3 décembre 1981.
- Olivier Céna, « Taulé, laboratoire de lumière », Télérama, n°1665, 12-18 décembre 1981.
- Jeanine Baron, « Antoni Taulé : Les Mystères de l’ombre », La Croix, 25 décembre 1981.
- Marc Le Bot, « Antoni Taulé », La Quinzaine littéraire, n°363, 16-31 janvier 1982.
- Armelle Héliot, « Nathalie Sarraute : une Enfance née avec le siècle » et « Antoni Taulé : laboratoire de lumière », Le Quotidien de Paris, n°1311, 10 février 1984.
- France Huser, « Contiguïtés, De la photographie à la peinture », Le Nouvel observateur, n°1009, 9-15 mars 1984.
- Jean-Jacques Lebel, « Antoni Taulé et la scène peinte », Revue de l’Opéra de Paris, juin 1985.
- Alain Jouffroy, « Qu’est-ce que la lumière ? (What is light?) », Revue de l’Alliance française, n°10, Japon, 1985.
- Jean-Louis Pradel, « Antoni Taulé », L’Événement du jeudi, 27 novembre-3 décembre 1986.
- Julio Cortazar, Entretiens avec Omar Prego (La Fascination de las palabras), traduction Françoise Rosset, Paris, éditions Gallimard, collection Folio, série Essais, n°29, (1984) 1986.
- Philippe Carteron, « Les Nombres d’or du vertige », Le Nouvel Observateur, n°1286, 29 juin 1989.
- Gilbert Lascault, « Mesures et hors-mesure dans un triptyque d’Antoni Taulé », catalogue Le Moment extrême 1 : Sade - Révolution - Bara, château de Somane, août 1989.
- Roselyne Chaumont, « Les Lignes élastiques », Alliage, n°3 (printemps), Paris, 1990.
- Georges Raillard, « Taulé : Fragment Thalia », Alliance française, Sabadell, 20 décembre 1995.
- Harry Kampianne, « Antoni Taulé : peintre de l’architecture », Art actuel, Paris, n°28, septembre-octobre 2003, page 44 à 47.
- Armelle Héliot, « Taulé, fils de lumières », Le Figaro, n°18939, Paris, 25-26 juin 2005, page 26.
- Armelle Héliot, « Taulé, de père en fils », Le Figaro, cahier 3, n°19101, Paris, 31 décembre 2005-1er janvier 2006, page 30.
- Harry Kampianne, « Les Trois Taulé et la quatrième », Art actuel, n°42, Paris, janvier-février 2006, page 109.
- Sophie Latil, « Antoni Taulé ou L’espace silencieux de l’absence », Le Figaro, cahier 4, n°19 383, Paris, 27 novembre 2006, page 34.
- André Baudin, « Le Secret d’Antoni Taulé, peindre l’espace… et le vide ! », La Revue art sud, n°55, 4e trimestre 2006, page 36 à 37.
- Jean-Pierre Frimbois, « Antoni Taulé », Art actuel, n°70, septembre-octobre 2010.
- Georges Raillard, « La fascination de l’occulte », La Quinzaine littéraire, 16-31 octobre 2011, n°1047, page 16.
- France Huser, « Le monde étrange d’Antoni Taulé », Ciné Télé Obs, 1er-7 juin 2013, n°2534, page 12.
- Georges Raillard, « L’espace poétique d’Antoni Taulé », La Nouvelle quinzaine littéraire, 16-28 février 2014, n°1099, page 18.